# Maxwell Woledzi
Maxwell Woledzi, né le 2 juillet 2001 à Nima au Ghana, est un footballeur ghanéen. Il joue au poste de défenseur central au Fredrikstad FK.

## Biographie

### FC Nordsjælland
Né à Nima au Ghana, Maxwell Woledzi est formé par la Right to Dream Academy. Il découvre l'Europe et le Danemark en juillet 2019, rejoignant le FC Nordsjælland, club partenaire de la Right to Dream Academy. C'est avec ce club qu'il fait ses débuts en professionnel, le 9 juillet 2020, lors d'une rencontre de Superligaen, la première division danoise, face au Brøndby IF. Il est titularisé et son équipe est battue par quatre buts à zéro.

### Vitória SC
Le 24 juin 2022, Maxwell Woledzi rejoint le Portugal et le club du Vitória SC. Il signe un contrat de trois ans, soit jusqu'en juin 2025, et le transfert est estimé à 100 000 euros, Nordsjælland gardant également 25 % sur un futur transfert.

### Fredrikstad FK
Le 14 juillet 2023, Maxwell Woledzi rejoint le club norvégien du Fredrikstad FK pour un contrat courant jusqu'en décembre 2026.
Il joue son premier match sous ses nouvelles couleurs le 4 août 2023, lors d'une rencontre de championnat face au Skeid Fotball. Il est titularisé et son équipe l'emporte par deux buts à un. Le défenseur ghanéen s'impose comme un titulaire indiscutable et devient un joueur majeur du Fredrikstad FK. Il joue toutes les minutes de tous les matchs de son équipe depuis son arrivée, et devient l'une des révélations de la saison. Woledzi participe ainsi à la promotion du Fredrikstad FK, le club étant sacré champion de deuxième division en 2023 et retrouve l'élite du football norvégien après onze ans d'absence.
Il joue son premier match dans l'Eliteserien, la première division norvégienne, le 1er avril 2024, contre le FK Bodø/Glimt. Son équipe est battue par deux buts à zéro ce jour-là.

## Palmarès
Fredrikstad FK
- 1. divisjon (1) :
  - Champion : 2023.